# Lista siturilor arheologice din județul Covasna - H
Lista siturilor arheologice din județul Covasna - H conține toate siturile arheologice din județul Covasna înscrise în Repertoriul Arheologic Național (RAN) și aflate în localități al căror nume începe cu litera H. RAN este administrat de Ministerul Culturii și Patrimoniului Național și cuprinde date științifice, cartografice, topografice, imagini și planuri, precum și orice alte informații privitoare la zonele cu potențial arheologic, studiate sau nu, încă existente sau dispărute.
Puteți căuta un sit din localitățile care încep cu litera H folosind formularul de mai jos sau puteți naviga prin toate siturile din județ la Lista siturilor arheologice din județul Covasna.
| Cod RAN                             | Denumire | Localitate                   | Adresă       | Datare      | Descoperit | Coordonate | Imagine           | Erori            |
| ----------------------------------- | --- | ---------------------------- | ------------ | ----------- | ---------- | ---------- | ----------------- | ---------------- |
| 63848.01                            | Cuptoarele de redus minereul de la Herculian (Categorie: construcție) (Tip: cuptor)                                        | sat Herculian, comuna Bățani |              | sec.III-I   | 1980       |            | Încărcați imagine | Raportați eroare |
| 63848.01.01                         | Cuptoarele de redus minereul de la Herculian / ansamblu anonim (Categorie: construcție) (Tip: Cuptor de redus minereul)    | sat Herculian, comuna Bățani |              | sec.III-I   | 1980       |            | Încărcați imagine | Raportați eroare |
| 63848.02                            | Toporul Coțofeni de la Herculian - "Barnahágo" (Categorie: descoperire izolată) (Tip: obiect izolat)                       | sat Herculian, comuna Bățani | Barnahágo    |             | 1913       |            | Încărcați imagine | Raportați eroare |
| 63848.02                            | Toporul Coțofeni de la Herculian - "Barnahágo" / ansamblu anonim (Categorie: descoperire izolată)                          | sat Herculian, comuna Bățani | Barnahágo    | Coțofeni    | 1913       |            | Încărcați imagine | Raportați eroare |
| 64158.01.01                         | Locuirea Noua de la Hătuica / ansamblu anonim (Categorie: locuire) (Tip: Locuire)                                          | sat Hătuica, comuna Catalina |              | Noua        |            |            | Încărcați imagine | Raportați eroare |
| 64158.01.02                         | Locuirea Noua de la Hătuica / ansamblu anonim (Categorie: locuire)                                                         | sat Hătuica, comuna Catalina |              | dacică      |            |            | Încărcați imagine | Raportați eroare |
| 64407.01.01                         | Situl paleolitic de la Hăghig - "Fața umbrită" / ansamblu anonim (Categorie: locuire) (Tip: Locuire)                       | sat Hăghig, comuna Hăghig    | Fața umbrită | aurignacian |            |            | Încărcați imagine | Raportați eroare |
| 64407.02.01                         | Situl din epoca bronzului de la Hăghig - "Gatyafenék" / ansamblu anonim (Categorie: locuire) (Tip: Locuire)                | sat Hăghig, comuna Hăghig    | Gatyafenék   |             |            |            | Încărcați imagine | Raportați eroare |
| 64407.03.01                         | Situl hallstattian de la Hăghig - "Șapte Pante" / ansamblu anonim (Categorie: locuire) (Tip: Locuire)                      | sat Hăghig, comuna Hăghig    | Șapte Pante  |             |            |            | Încărcați imagine | Raportați eroare |
| 64620.01                            | Topor neolitic la Hilib (Categorie: descoperire izolată) (Tip: obiect izolat)                                              | sat Hilib, comuna Ojdula     |              |             |            |            | Încărcați imagine | Raportați eroare |
| 64407.04 (Cod LMI: CV-IV-a-B-13351) | Cimitirul vechi românesc de la Hăghig / ansamblu Cimitirul vechi românesc (Categorie: descoperire funerară) (Tip: Cimitir) | sat Hăghig, comuna Hăghig    |              | ante 1801   |            |            | Încărcați imagine | Raportați eroare |